# Neil Armstrong
Neil Alden Armstrong (5. srpna 1930 Wapakoneta, Ohio, USA – 25. srpna 2012 Cincinnati, Ohio, USA) byl americký pilot, astronaut a univerzitní profesor. Byl prvním člověkem, který vstoupil na povrch Měsíce.
Než se stal astronautem, sloužil jako pilot v námořnictvu Spojených států amerických, přičemž bojoval ve válce v Koreji. Po odchodu z námořnictva vystudoval letecké inženýrství na Purdueově univerzitě a stal se zkušebním pilotem Národního poradního výboru pro letectví v dnešním Armstrongově leteckém výzkumném středisku, kde se při více než 900 letech účastnil testů řady typů letadel. Od roku 1958 se postupně zapojil do programu letectva Spojených států amerických Man In Space Soonest, testování raketového letounu North American X-15, a vývoje raketoplánu Boeing X-20 Dyna-Soar.
Roku 1962 přešel do oddílu astronautů NASA. Jeho prvním kosmickým letem byla mise Gemini 8 v březnu 1966. Během ní se loď Gemini 8 setkala a spojila s bezpilotním raketovým stupněm Agena TV-8. Astronauti Armstrong a David Scott tak uskutečnili první spojení dvou těles na oběžné dráze. Druhým a posledním letem Armstronga byla mise Apollo 11. Zatímco Michael Collins kroužil ve velitelském modulu kolem Měsíce, Neil Armstrong a Buzz Aldrin 20. července 1969 jako první lidé na Měsíci přistáli. Armstrong 21. července vystoupil jako první člověk na jeho povrch, a získal tím světovou proslulost.
Roku 1971 odešel z NASA a vyučoval na Cincinnatské univerzitě, poté byl mluvčím a členem správních rad několika společností. Zemřel roku 2012 na komplikace po operaci srdce.

## Mládí, studium, vojenský pilot
Neil Armstrong se narodil 5. srpna 1930 ve městě Wapakoneta ve státě Ohio. Jeho rodiči byli Stephen Koenig Armstrong a Viola Louise Engelová, měl dva mladší sourozence, June a Deana. Jeho otec byl auditorem pracujícím pro ohijskou vládu, rodina se proto často stěhovala. Už v dětství se zapálil pro létání, poprvé viděl letadla jako dvouletý, když ho otec vzal na letecké závody. V letadle seděl poprvé v šesti letech při vyhlídkovém letu ve Fordu Tri-Motor.
V sedmi letech si vydělal první peníze – za sekání trávy na hřbitově, později si přivydělával pochůzkami pro místní drogerii. Stavěl letecké modely, roku 1944 docházel do leteckého kurzu a v patnácti letech získal pilotní průkaz, dříve než řidičské oprávnění. Byl aktivním skautem. Později při letu k Měsíci poslal pozdrav zrovna probíhajícímu národnímu setkání skautů; skautský emblém byl mezi osobními věcmi, které si vzal do lodi.
Roku 1947 začal studovat na Purdueově univerzitě (Purdue University), obor letecké inženýrství. Byl teprve druhým členem rodiny, který studoval na vysoké škole. Byl také přijat na Massachusettský technologický institut (MIT), ale jeden jeho známý – absolvent institutu – ho přesvědčil, že pro kvalitní vzdělání nemusí odcházet do Massachusetts. Na Purdueově univerzitě létal v tamním leteckém klubu a ve druhém ročníku hrál v univerzitním koncertním souboru na barytonový roh; k souboru se hlásil i po odchodu z NASA a poskytl mu nemalý finanční dar. Armstrongovo vzdělání financovalo námořnictvo Spojených států amerických v rámci tzv. Hollowayova plánu. Podle plánu měl za úhradu nákladů studia student mezi druhým a třetím ročníkem školy odsloužit tři roky v námořnictvu.

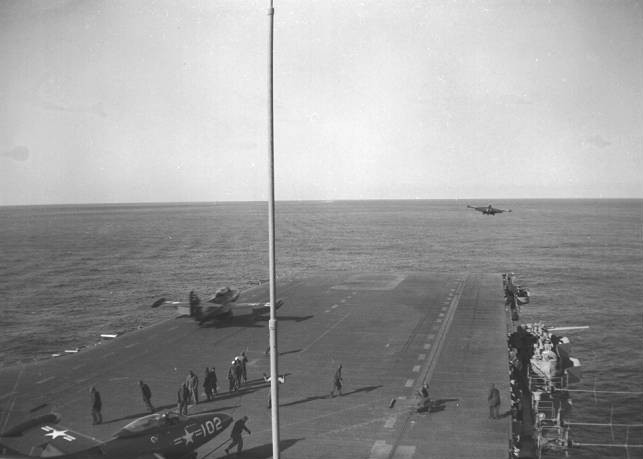
Letouny F9F Panther na palubě letadlové lodě Essex roku 1951

Námořnictvo ho povolalo do služby v lednu 1949. Na základně Pensacola prošel osmnáctiměsíčním leteckým výcvikem, během kterého získal kvalifikaci námořního letce, schopného sloužit na letadlových lodích. Dne 16. srpna 1950, dva týdny po jeho dvacátých narozeninách, námořnictvo Armstronga vyrozumělo, že je plně kvalifikovaný námořní letec. Přidělen byl na základnu v San Diegu, o dva měsíce později přešel k 51. stíhací peruti (VF-51) vyzbrojené proudovými F9F Panther. V Pantheru poprvé vzlétl 5. ledna 1951. V červnu 1951 poprvé přistál na letadlové lodi USS Essex. Koncem června eskadra na palubě letadlové lodě Essex vyrazila do korejské války.
K prvnímu bojovému letu v Koreji vzlétl 29. srpna 1951; doprovázel průzkumné letadlo při fotografování Sŏngdžinu. O pět dní později, 3. září, při bombardování skladů západně od Wonsanu v nízké výšce jeho letadlo zasáhla palba severokorejské protiletadlové obrany. Když se snažil získat kontrolu nad strojem, vrazil křídlem do asi šestimetrové tyče, která na křídle prorazila asi metrovou trhlinu. I přesto se dokázal vrátit nad vlastní území a katapultovat.
Během nasazení v Koreji provedl 78 bojových letů o celkové délce 121 hodin, vesměs v lednu 1952. Obdržel Leteckou medaili za dvacet bojových letů, Zlatou hvězdu za dalších dvacet a Medaili Za službu v Koreji. Od námořnictva odešel 23. srpna 1952 v hodnosti mladšího poručíka (Lieutenant (junior grade), LTJG). Ještě osm let zůstal v záloze, do 21. října 1960.
Po skončení služby u námořnictva se vrátil na univerzitu, dokončil ji roku 1955 s titulem bakalář (Bachelor of Science). Později, roku 1970, absolvoval na Univerzitě Jižní Kalifornie (University of Southern California) magisterské studium (s titulem Master of Science) ve stejném oboru, leteckém inženýrství. Na univerzitě se seznámil se studentkou ekonomie Janet Elizabeth Shearonovou, se kterou se oženil v lednu 1956. Janet s ním odešla do Kalifornie a nedokončila studium, čehož později litovala.

## Zkušební pilot

Šestadvacetiletý Armstrong v době, kdy pracoval jako zkušební pilot NACA na Edwardsově základně v Kalifornii

Po dokončení univerzity se rozhodl stát se civilním zkušebním pilotem Národního poradního výboru pro letectví (NACA, předchůdce NASA): zažádal si o zaměstnání v High-Speed Flight Station (dnes Armstrongovo letecké výzkumné středisko) na Edwardsově základně v Kalifornii. Nebylo zde volné místo, proto přijal místo v jiném středisku NACA, Lewisově laboratoři leteckého pohonu v Clevelandu, kde pracoval od března 1955. V červenci 1955 přešel na Edwardsovu základnu.
Na Edwardsově základně zprvu pilotoval doprovodná letadla, která sledovala experimentální letouny. Létal i na upravených bombardérech, při jednom z těchto letů se stala jeho první letecká nehoda. Dne 22. března 1956 měla posádka Boeingu B-29 Superfortress, s Armstrongem jako druhým pilotem, vypustit podvěšený experimentální proudový letoun Douglas D-558-2 Skyrocket. Poté, co vystoupili do výšky 9,1 km, motor č. 4 Boeingu selhal. Přistát s podvěšeným Skyrocketem nemohli a neměli dostatečnou rychlost (338 km/h) k jeho vypuštění. Kapitán Boeingu Stan Butchart proto stočil letadlo do klesání, když získali rychlost, vypustili Skyrocket, v té chvíli se vrtule čtvrtého motoru rozpadla a její úlomky poškodily motory č. 3 a trochu i č. 2. Butchart a Armstrong museli vypnout poškozený motor č. 3 a i kvůli vyrovnání momentu motor č. 1. S pouze jedním motorem v chodu poté pomalu krouživým letem snížili výšku a bezpečně přistáli.
Prvního letu v raketovém letadle se Armstrong dočkal 15. srpna 1957, kdy v Bell X-1B vylétl do výšky 18,3 km. Při přistání ulomil příďové kolo podvozku, což byla nehoda, která se u X-1 již dříve stala asi tucetkrát. Její příčinou byla vada konstrukce letadla.
Od října roku 1958 se účastnil testování raketového letounu North American X-15. Od listopadu 1960 do července 1962 uskutečnil s letouny X-15 celkem sedm letů, na stroji X-15-3 dosáhl výšky 63,2 km a na stroji X-15-1 dosáhl rychlosti Mach 5,74 (tj. 6 615 km/h).
Armstrong byl zapleten do několika incidentů, které se na Edwardsově základně dostaly do tamního folklóru a vzpomínek pilotů. První nastal během jeho šestého letu s X-15 20. dubna 1962, při němž testoval automatický kontrolní systém letounu, který pomáhal vyvíjet. Stoupal do výšky více než 63 km (nejvyšší jaké dosáhl před kosmickými lety), ale během sestupu příď letadla zvedl příliš a X-15 se odrazil od atmosféry zpět do 43 km. Nad domovským letištěm prolétl trojnásobkem rychlosti zvuku ve výšce 30 km, a dostal se 64 km jižně od Edwards (legendy základny říkají, že doletěl až ke stadiónu Rose Bowl v Pasadeně). Po dostatečném sestupu se vrátil na Edwards, kde jen taktak dokázal přistát bez nárazu do juk na jižním konci dráhy. Byl to nejdelší let X-15 jak z hlediska času, tak vzdálenosti.

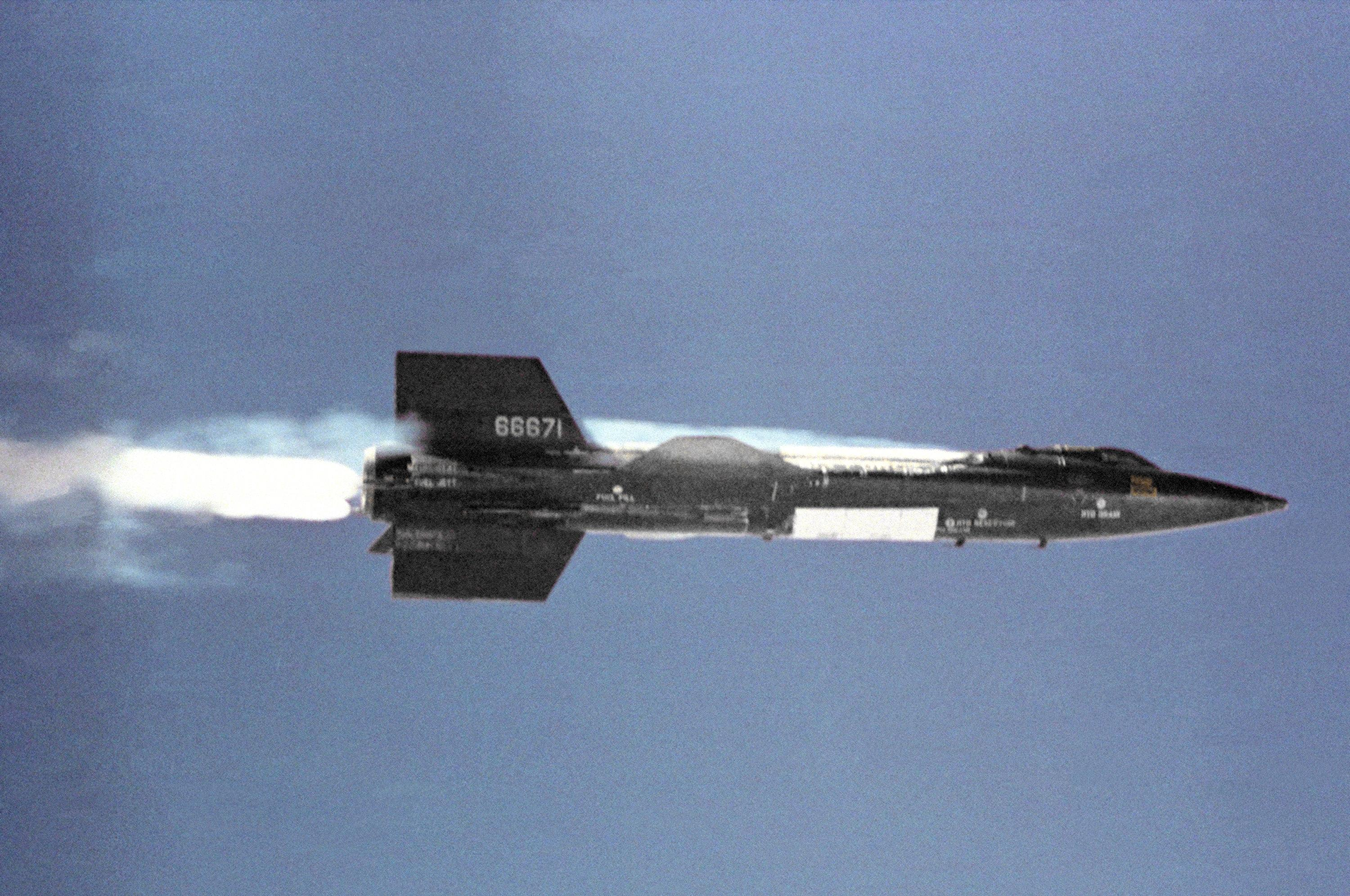
North American X-15 za letu, kolem roku 1960

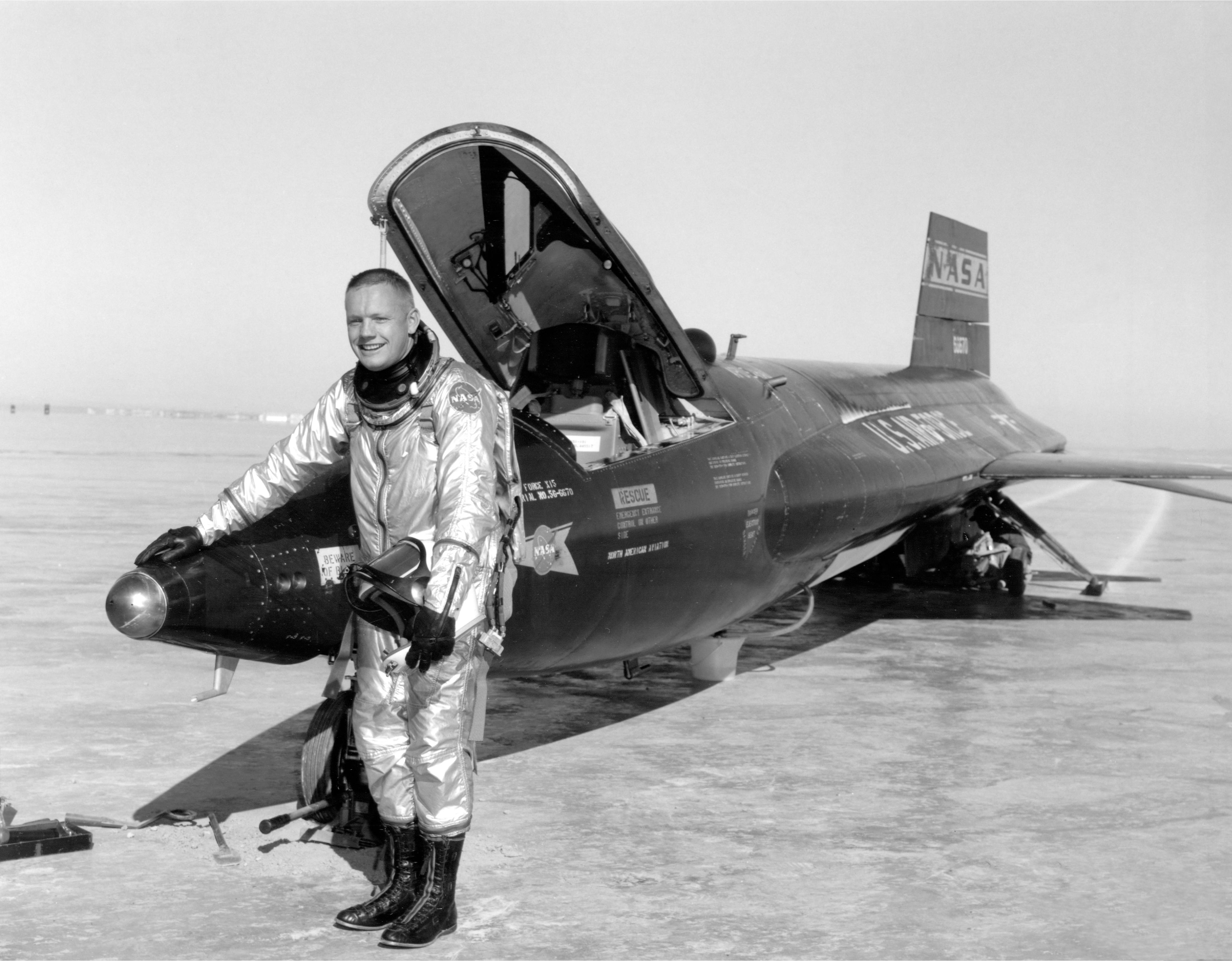
Armstrong před experimentálním letounem X-15, Edwardsova letecká základna 1. ledna 1960

Později byl Armstrong účastníkem jiného incidentu, při jediné příležitosti, kdy letěl s Chuckem Yeagerem. Měli s Lockheedem T-33 zhodnotit vhodnost vyschlého jezera Smith Ranch Dry Lake jako místa pro nouzového přistání v programu X-15. Ve své autobiografii Yeager napsal, že věděl, že jezero bylo po nedávných deštích nevhodné pro přistání, ale Armstrong trval na letu v každém případě. Při pokusu o letmé přistání se jim kola zabořila do bahna a museli čekat na záchranu. Podle Armstrongovy verze událostí se Yeager nikdy nepokoušel rozmluvit mu let a úspěšně přistáli na východní straně jezera. Pak Yeager řekl, aby to zkusili znovu, tentokrát trochu pomaleji. Při druhém přistání se přilepili k povrchu a Yeager podle Armstronga reagoval záchvatem smíchu.
Mnoho zkušebních pilotů na Edwardsově základně chválilo Armstrongovy inženýrské dovednosti. Milt Thompson řekl, že byl „technicky nejschopnější z prvních pilotů X-15“. Bill Dana o Armstrongovi prohlásil, že „jeho mysl vstřebávala informace jako houba“. Vojenští piloti měli tendenci mít jiný názor, zejména pokud, jako Yeager a Pete Knight, neměli inženýrské diplomy. Knight se nechal slyšet, že piloti–inženýři se častěji dostávali do potíží, protože při svém mechanickém přístupu neměli přirozený cit pro létání.
Dne 21. května 1962 se Armstrong stal účastníkem nehody, která vešla do folklóru Edwardsovy základny jako „Nelliská aféra“. Měl v Lockheed F-104 Starfighter obhlédnout další plochu pro nouzové přistání, Delamar Dry Lake v jižní Nevadě. Armstrong při přistávání podcenil svou výšku a neuvědomil si, že nemá úplně vysunutý podvozek. Při dosednutí se podvozek začal zatahovat zpět, povedlo se mu přerušit přistání a vzlétnout, ale s poškozeným podvozkem a nefunkční vysílačkou. Přistál na blízké Nellisově letecké základně přičemž poškodil dráhu. Domů ho měl dopravit Milt Thompson v dvoumístném F-104B, které pilotoval poprvé v životě (jiné vícemístné letadlo zrovna nebylo k dispozici). Thompson se s velkými potížemi dostal nad Nellisovu základnu, ale kvůli silnému bočnímu větru přistál příliš tvrdě, praskla mu levá pneumatika a dráha se musela znovu uklízet. Pro oba piloty přiletěl kolega Bill Dana v T-33 Shooting Star, když nelliský řídící letů viděl jeho (příliš dlouhé) přistání, radši zajistil zkušebním pilotům z Edwards odvoz po silnici.
Jako zkušební pilot se Armstrong účastnil testů letadel F-100A a F-100C, F-101 a F-104A. Létal i na F-105, F-106, B-47, KC-135, experimentálních X-1B a X-5. Když roku 1962 z High-Speed Flight Station odešel, měl nalétáno přes 2450 hodin. Během své kariéry létal na více než dvou stech typech letadel, vrtulníků, kosmických lodí a jiných létacích aparátů.
Ve volných chvílích se věnoval bezmotorovému létání. Koncem 50. let také vedl oddíl skautů při místní metodistické obci, sám se však označoval za deistu.

## Astronaut

### Vojenské programy, příchod do NASA

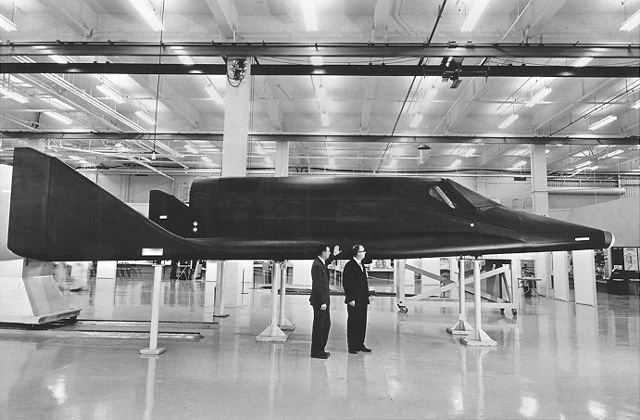
Prototyp kosmoplánu Boeing X-20 Dyna-Soar

V červnu 1958 byl vybrán mezi devět budoucích astronautů programu letectva Spojených států amerických Man In Space Soonest („Člověk ve vesmíru co nejdříve“), jehož cílem byl brzký – roku 1960 – pilotovaný kosmický let v malé jednomístné kosmické lodi. V červenci 1958 ale byl Národní poradní výbor pro letectví (NACA) reorganizován v Národní úřad pro letectví a kosmonautiku (NASA), kterému prezident uložil odpovědnost za první pilotované kosmické lety. Vojenské letectvo proto v srpnu 1958 svůj program Man In Space Soonest zrušilo.
Od dubna 1960 patřil Armstrong do skupiny sedmi astronautů zařazených do programu vojenského letectva, jehož cílem bylo vyvinutí kosmoplánu Boeing X-20 Dyna-Soar. Armstrong se při letech s upravenými stíhačkami F-102A Delta Dagger a F5D Skylancer podílel na určování způsobu přistání kosmoplánu.
Za perspektivnější však považoval kosmický program NASA, proto se v létě 1962 přihlásil do jejího oddílu astronautů. Později vzpomínal, že rozhodování nebylo jednoduché. V programu X-15 měl reálnou šanci stát se hlavním pilotem a X-20 se z „papírové“ lodě mohlo stát skutečnou. U kosmických letů bylo zase podle Armstronga menší riziko, v kosmonautice bylo více bezpečnostních opatření, záloh a analýz, kdežto zkušební piloti létali na hranicích možností svých strojů.
Se žádostí se opozdil týden po posledním termínu, ale měl štěstí – přítel, se kterým předtím spolupracoval na Edwardsově základně, přesunul v nestřeženém okamžiku jeho přihlášku na správnou hromádku. Úspěšně prošel lékařskými testy, které později popsal jako obtížné a občas zdánlivě zbytečné, a stal se jedním z devíti astronautů druhého výběru NASA (tiskem nazvaných „Nová devítka“, první – sedmičlenná – skupina byla vybrána v roce 1959). Oficiálně se stali členy oddílu NASA 17. září 1962. Společně s Elliottem See, také bývalým námořním letcem, byli prvními civilisty mezi astronauty NASA.
V osobním životě postihla Armstronga roku 1962 těžká ztráta. S Janet měl tři děti – Erica (1957), Karen (1959), a Marka (1963). V červnu 1961 lékaři u Karen diagnostikovali nádor ve střední části mozkového kmene, léčba neuspěla a v lednu 1962 Karen zemřela.

### Gemini

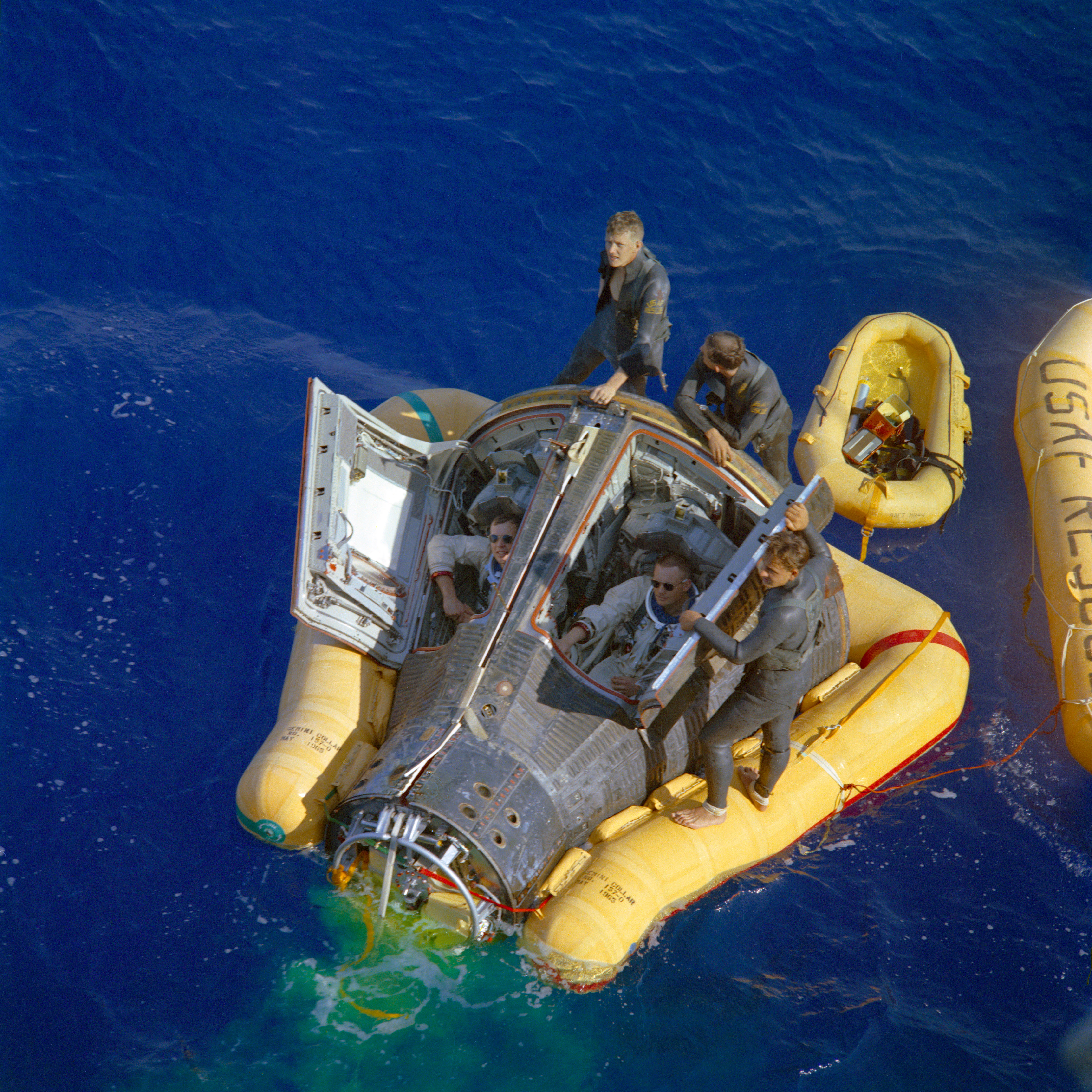
Vyzdvižení Gemini 8 z hladiny Tichého oceánu

V únoru 1965 NASA oznámila jeho jmenování velícím pilotem (tj. velitelem lodi) záložní posádky mise Gemini 5, jeho kolegou v posádce byl Elliot See. Let Gemini 5 úspěšně proběhl v srpnu 1965.
V září 1965 NASA zveřejnila složení hlavní a záložní posádky letu Gemini 8. Hlavní posádku tvořil Armstrong (velící pilot) a David Scott (pilot), záložní posádku Charles Conrad a Richard Gordon. Let měl být komplexnější než dosavadní, plánovalo se uskutečnění prvního setkání a spojení s jiným vesmírným tělesem – raketovým stupněm Agena TV-8 – a poté měl Scott provést druhý americký výstup do otevřeného vesmíru. Let měl trvat 75 hodin, tj. 55 oběhů Země. Agena odstartovala 16. března 1966 v 15:00:03 UTC, Gemini 8 s astronauty o necelé dvě hodiny později, v 16:41:02 UTC. Setkání a spojení bylo úspěšně završeno 6,5 hodiny po startu.
V době, kdy soulodí prolétalo nad Indií a posádka byla proto bez spojení s řídícím střediskem, se začalo otáčet. Astronauti se pokusili rotaci zastavit pomocí orbitálního manévrovacího systému (OAMS) Gemini a vypnutí systémů orientace Ageny, ale pouze s přechodným úspěchem. Po obnovení rotace se rozhodli tělesa rozpojit, načež rotace Gemini začala růst až na rychlost jedné otáčky za sekundu. Vzniklé přetížení bylo na hranici únosnosti a mohlo vést ke ztrátě vědomí astronautů. Armstrong se Scottem se rychle rozhodli aktivovat motory systému řízení lodi během návratu do atmosféry (RCS) a stabilizovali loď. Následně zkoušením zjistili, že problém způsobila zaseknutá tryska č. 8 systému OAMS.
Řídící středisko nařídilo zrušení dalšího programu – Scottova výstupu – a předčasné přistání. Přistání proběhlo hladce v Tichém oceánu, asi 800 km východně od Okinawy. Let trval 10 hodin a 41 minut. Po letu byl Armstrong deprimovaný ze zkrácení letu, nedosažení většiny cílů mise a zrušení Scottova výstupu.
Několik dní po přistání, 21. března 1966, byl jmenován velícím pilotem záložní posádky letu Gemini 11. Zkušený Armstrong byl pro svého kolegu v posádce, nováčka Williama Anderse, spíše učitelem. Během letu, který proběhl v září 1966, sloužil jako „capcom“ (hlavní spojař komunikující s posádkou kosmické lodi) v řídícím středisku.
Po letu byl Armstrong, spoluastronaut Richard Gordon, zástupce ředitele Střediska pilotovaných kosmických letů NASA v Houstonu George Low a další s manželkami vysláni na několikatýdenní propagační turné po Latinské Americe, během něhož navštívili čtrnáct měst v jedenácti státech.

### Apollo

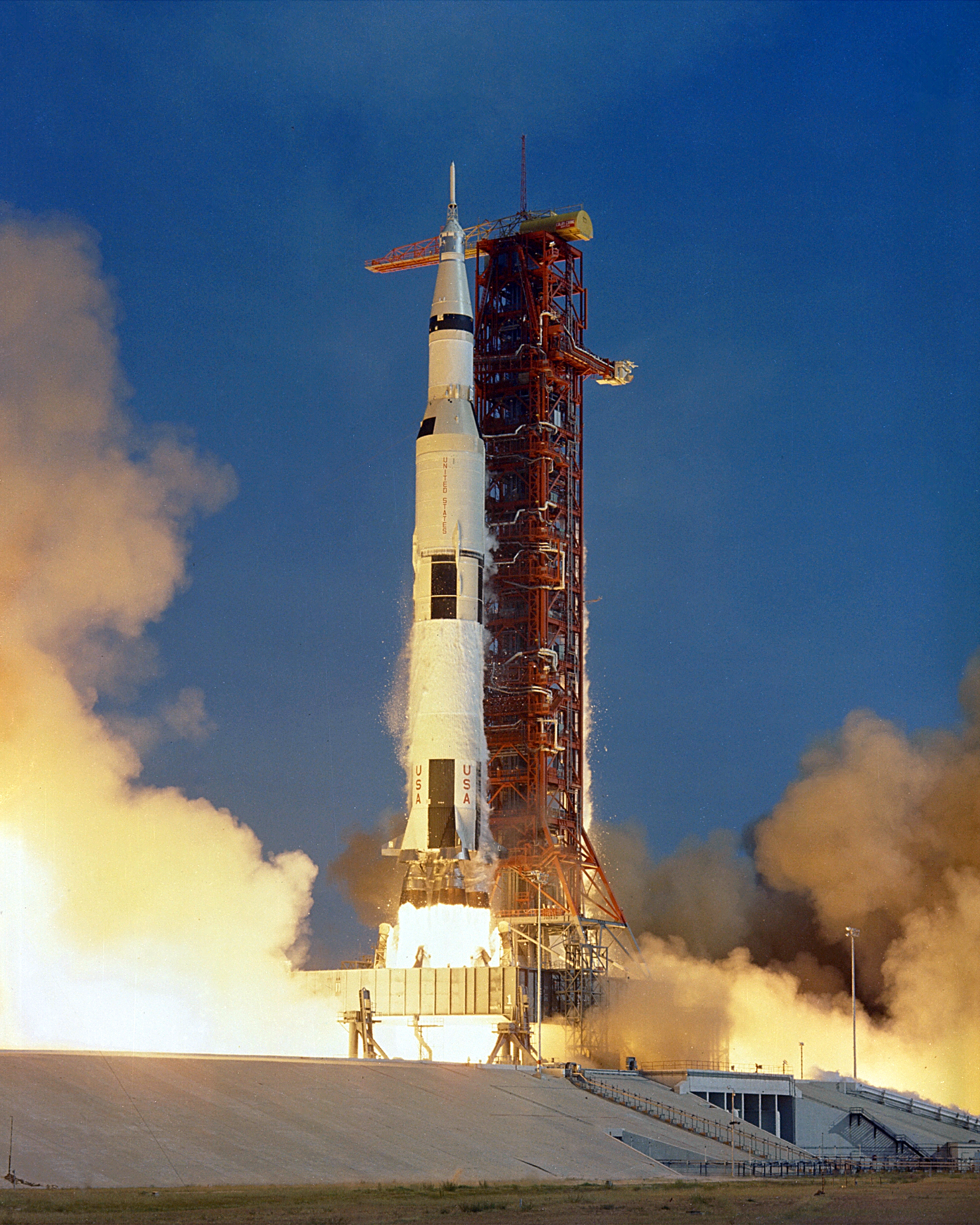
Start Saturnu V s Apollem 11

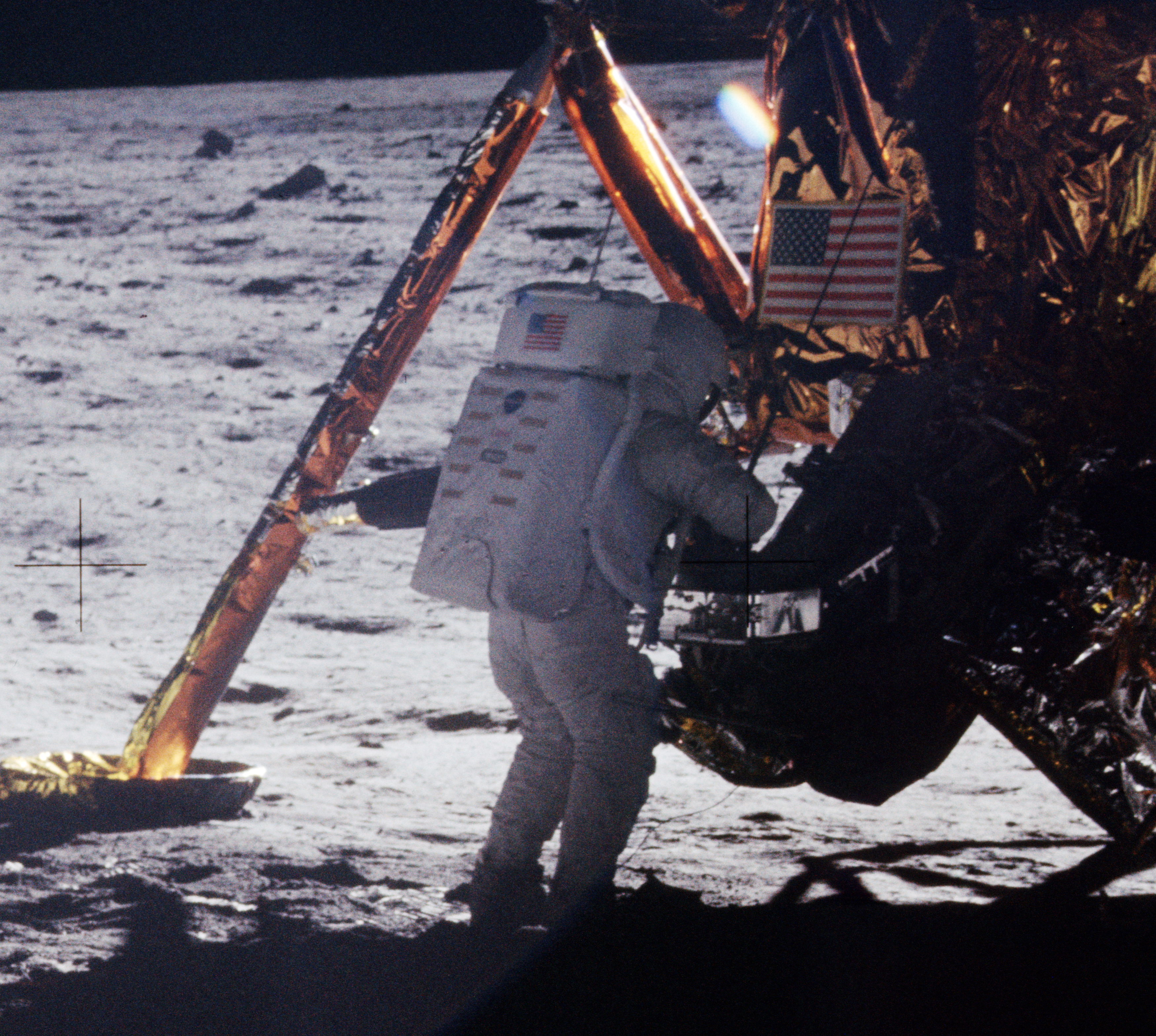
Armstrong ke konci vycházky na Měsíci ukládá vzorky

V programu Apollo byl v listopadu 1967 jmenován velitelem záložní posádky Apolla 9. Po změně obsahu letů Apolla 8 a 9 kvůli problémům s výrobou lunárních modulů přešel (v listopadu 1968) na místo velitele zálohy pro Apollo 8.
Podle tehdejšího systému nasazování posádek měla záloha Apolla 8 letět v Apollu 11, jehož úkolem bylo přistání na Měsíci. Oficiálně byla jako posádka Apolla 11 potvrzena v prosinci 1968. Armstrong zůstal velitelem, jeho kolegy byli pilot velitelského modulu Fred Haise, v lednu 1969 nahrazený Michaelem Collinsem, a pilot lunárního modulu Edwin „Buzz“ Aldrin.
Zprvu novináři i někteří pracovníci NASA soudili, že prvním mužem na Měsíci bude Aldrin, na základě analogie s loděmi Gemini, kde výstupy do vesmíru prováděl pilot. V březnu 1969 se však vedoucí pracovníci NASA Deke Slayton, George Low, Bob Gilruth a Chris Kraft dohodli, že právě Armstrong bude prvním člověkem, který sestoupí na povrch Měsíce, mimo jiné i kvůli jeho skromnosti. Na tiskové konferenci 14. dubna 1969 zdůvodnili Armstrongovo prvenství konstrukcí lunárního modulu – venkovní průlez se otvíral dovnitř a doprava, pro vpravo sedícího pilota by proto v těsném modulu bylo obtížné vylézt před velitelem. Slayton k tomu dodal, že podle něj by velitel měl být první i z protokolárních důvodů. Ovšem v době, kdy se čtveřice rozhodla, důsledky umístění průlezu si neuvědomovala.
Při trénování přistání na Měsíci s letovým trenažérem LLRV (Lunar Landing Research Vehicle) došlo 6. května 1968 k selhání tohoto trenažéru a jen pohotová katapultace zachránila Armstrongovi život. Přes přestálé nebezpečí Armstrong trval na výcviku s LLRV s tím, že pro úspěšné přistání na Měsíci je nezbytný.

Neil Armstrong dostává letové plány pro let Apollo 11

Mise začala 16. července 1969 v 13:32:00 UTC startem z Kennedyho vesmírného střediska na mysu Canaveral. Po necelých dvou obězích Země třetí stupeň nosné rakety Saturn V uvedl Apollo na dráhu k Měsíci. Astronauti přestavěli loď – s velitelským modulem pojmenovaným Columbia – se odpojili, otočili ho a připojili k lunárnímu modulu, který nesl jméno Eagle (Orel). Poté odhodili nepotřebný třetí stupeň Saturnu.
Loď Apollo byla ve srovnání s malou Gemini relativně prostorná. Snad právě možnost pohybu po lodi byla důvodem, proč nikdo z posádky netrpěl nevolnostmi. Armstrong byl zvláště spokojený, protože v dětském věku byl náchylný ke kinetóze a trpěl nevolnostmi, pokud delší dobu cvičil leteckou akrobacii.
Let k Měsíci trval tři dny. Ve volných chvílích astronauti odpočívali při hudbě, Neil Armstrong si za tímto účelem vyžádal dvě skladby – Novosvětskou symfonii Antonína Dvořáka, kterou si oblíbil už když hrál v univerzitním koncertním souboru, a album Music out of the Moon Samuela Hoffmana. Asi v polovině cesty přišel čas na korekci dráhy. Po 17:21 UTC 19. července, nad odvrácenou stranou Měsíce, Apollo přešlo na oběžnou dráhu Měsíce. Na druhý den, 20. července v 17:47 UTC, se Armstrong a Aldrin v lunárním modulu odpojili od velitelského modulu, ve kterém zůstal Collins. V 19:05 je motor lunárního modulu (DPS) uvedl na sestupovou dráhu s nejnižším bodem 15 km nad povrchem měsíce, ve 20:05 zapálili DPS podruhé a zahájili vlastní sestup.

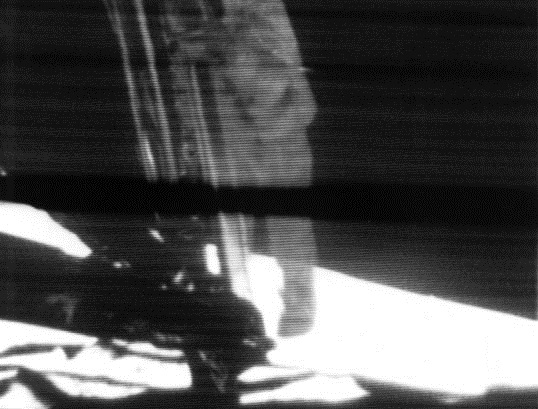
Armstrong sestupuje na povrch Měsíce

Při sestupu astronauty znepokojilo červené světlo poplachu, ale operátor v Houstonu jim doporučil výstrahu ignorovat (šlo o přetížení počítače způsobené zapnutým setkávacím radarem, při přistání nepotřebným). V závěrečné fázi přistání řídil ručně Armstrong. Byl nucen vyhýbat se kamenitému terénu, proto ve 20:17:40 UTC přistál s méně než třicetivteřinovou zásobou paliva. Přistáli v Mare Tranquillitatis, na 0°40'26,69” N a 23°28'22,69” E.
O šest hodin později, 21. července ve 2:56 UTC, vstoupil Armstrong jako první člověk na povrch Měsíce. Poté pronesl slavnou větu:
| „ | That's one small step for (a) man – one giant leap for mankind. | “ |

V českém překladu:
| „ | Je to malý krok pro člověka, obrovský skok pro lidstvo. | “ |

V přímém přenosu Armstrongův sestup po žebříku a první kroky na Měsíci vidělo a slyšelo odhadem na 600 miliónů lidí, pětina lidstva. Za ním vystoupil Buzz Aldrin, společně pak vztyčili americkou vlajku a plnili připravený program. Fotografovali, sbírali vzorky hornin (celkem jich přivezli na Zem 22 kg,) a rozmístili přístroje sady EASEP – koutový odražeč a seismograf. Fotografování měl za úkol Armstrong, proto je pouze na několika snímcích pořízených Aldrinem, kterému aparát na chvíli půjčil. Ve 4:57:08 UTC Aldrin a v 05:09:33 UTC i Armstrong se vrátili do modulu. Od 8 do 15 hodin odpočívali (Armstrong v nepohodlné pozici nemohl usnout a vrtěl se, seismograf byl tak citlivý, že zachytil jeho pohyby) a pak už byl na programu návrat na velitelský modul Columbia ke Collinsovi. Z Měsíce odstartovali v 17:54 UTC, oba moduly se spojily ve 21:35 UTC 21. července. Následující den se vydali na zpáteční cestu k Zemi. Všichni tři astronauti v pořádku přistáli v Tichém oceánu 24. července 1969 a okamžitě si vysloužili celosvětové uznání. Museli ovšem napřed tři týdny prožít v karanténě kvůli ochraně proti zavlečení mimozemských organismů.
Druhý Armstrongův kosmický let dosáhl délky 8 dní, 3 hodiny, 18 minut a 35 sekund. Oba dva jeho lety do vesmíru dohromady trvaly 8 dní a 14 hodin; z toho 2 hodiny, 17 minut a 44 sekundy strávil vycházkou na povrchu Měsíce.

### Po návratu z Měsíce

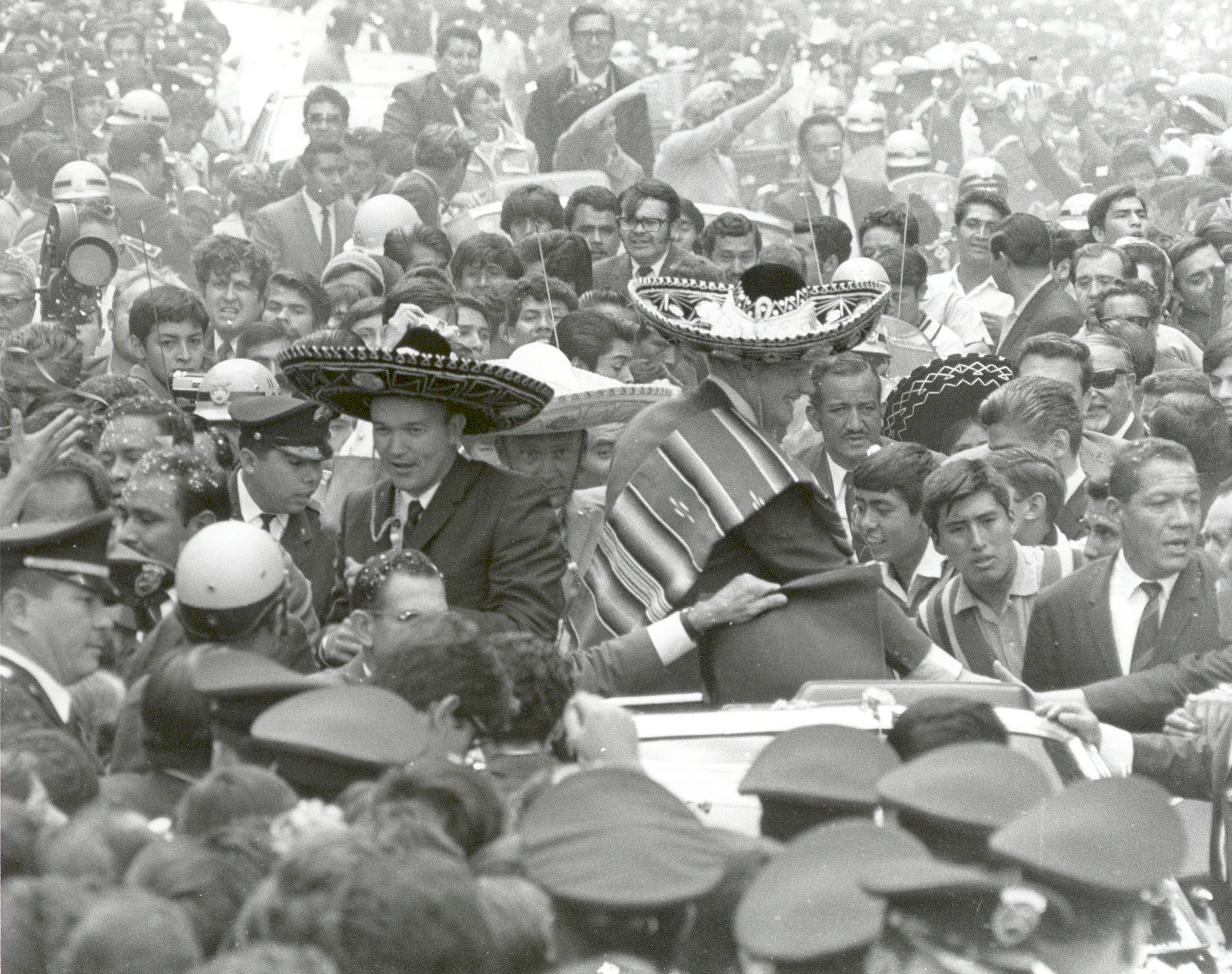
Neil Armstrong, Edwin Aldrin a Michael Collins se sombrery obklopeni davem v Ciudad de México, 23. září 1969

Neil Armstrong a Michael Collins s brazilským vyznamenáním, 1969

Úspěch Apolla 11 vláda Spojených států neopomněla využít ke své propagaci. Astronauti procestovali Spojené státy a koncem září vyrazili na „Velký skok“, pětačtyřicetidenní putování po ne méně než třiadvaceti zemích světa, které mělo demonstrovat dobrou vůli Ameriky a předvést program Apollo jako úspěch celého lidstva. Během těchto setkání s lidmi mělo možnost vidět posádku Apolla 11 ohromné množství návštěvníků, odhaduje se 100 až 150 miliónů diváků, z nichž okolo 25 tisícům se podařilo s astronauty podat si ruku či obdržet autogram.
Armstrong se stal mimořádně populárním, i ve 21. století byl pro Američany prvním z hrdinů vesmíru. Navzdory své slávě si Armstrong zachoval pokoru a skromnost, popularitu se nesnažil využívat za každou cenu. Říkali mu „zdráhající se hrdina“. Nikdy neměl zájem o pozornost médií, ani předtím, než se stal slavným, ani potom. Třebaže jeho jméno bylo slavné, on sám se nepředváděl, Cincinnati Post ho vystihl titulkem článku k 25. výročí letu Apolla 11: „Cincinnatský neviditelný hrdina“.
Na přelomu května a června 1970 Armstrong navštívil, jako člen delegace NASA, 13. výroční konferenci Výboru pro kosmický výzkum (COSPAR) v Leningradu v Sovětském svazu. Na konferenci byl uvítán bouřlivými ovacemi, měl na ní přednášku o svém letu. V průběhu konference bylo rozhodnuto o prodloužení návštěvy. Zastavil se v Novosibirsku, poté ho v Moskvě přijal sovětský předseda vlády Alexej Kosygin a vystoupil i v Akademii věd.
Krátce po návratu z Měsíce Armstrong ohlásil, že neplánuje další kosmický let. Z oddílu astronautů NASA odešel v dubnu 1970, vzápětí byl jmenován zástupcem vedoucího oddělení pro letectví v centrále NASA ve Washingtonu. Na novém místě dohlížel na výzkum NASA v oblasti letectví a ve stejném oboru zodpovídal za koordinaci mezi NASA a průmyslem i zainteresovanými vládními organizacemi. Získaná autorita mu vynesla i členství v komisi NASA, která od dubna do června 1970 šetřila nehodu Apolla 13, počátkem června 1970 ale odešel do Washingtonu a řešení následků nehody již neovlivňoval. Kancelářská práce se mu nelíbila, a proto v srpnu 1971 z NASA odešel.
Kontakt s NASA neztratil ani po letech, ještě roku 1986 byl jmenován místopředsedou prezidentské komise, která vyšetřovala nehodu raketoplánu Challenger.

## Učitel, manažer

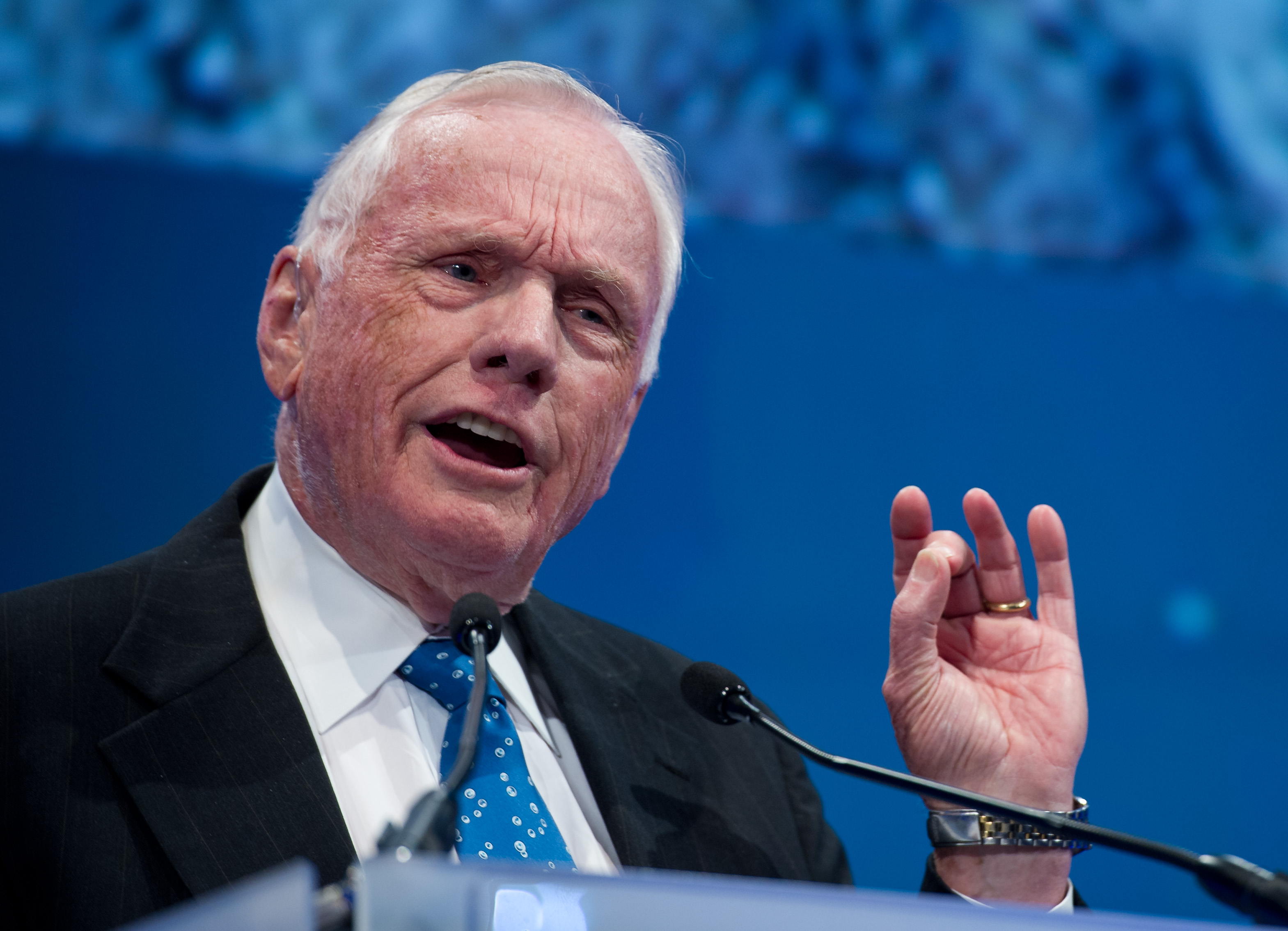
Neil Armstrong hovoří na slavnostní večeři na Ohijské státní univerzitě pořádané k 50. výročí kosmického letu Johna Glenna, prvního amerického astronauta, 20. února 2012

V letech 1971 až 1979 vyučoval letecké inženýrství na Cincinnatské univerzitě. Vybrat si mohl z množství univerzit, na většině z nich však mohl očekávat místo ve správní radě, zatímco v Cincinnati dostal profesuru (přestože neměl doktorát – všechny jeho doktorské tituly byly pouze čestné).
Měl možnost stát se politikem, po skončení kariéry v NASA ho oslovili zástupci obou hlavních politických stran Spojených států – demokratické i republikánské. Na rozdíl od svých kolegů a pozdějších senátorů Johna Glenna a Harrisona Schmitta všechny nabídky odmítl. Osobně se vyjadřoval ve prospěch práv států a proti úloze Spojených států jako „světového četníka“.
Po odchodu z univerzity žil ve městě Lebanon v Ohiu, byl tváří reklamních kampaní několika společností, především Chrysler, se kterou spolupracoval od ledna 1979, ještě před odchodem z univerzity. Angažoval se i pro General Time Corporation a Bankers Association of America, vždy ryze americké společnosti. V letech 1982–1992 vedl společnost Computing Technologies for Aviation. V letech 1989 až 2002 byl ředitelem AIL Technologies, společnosti vyrábějící letecké komponenty. V letech 2000–2002 předsedal správní radě EDO Corporation. Současně již od roku 1972 působil ve správních radách různých firem, první byla Learjet, dalšími např. Marathon Oil, Cincinnati Gas & Electric Company, Taft Broadcasting, United Airlines, Eaton Corporation, AIL Systems a Thiokol.

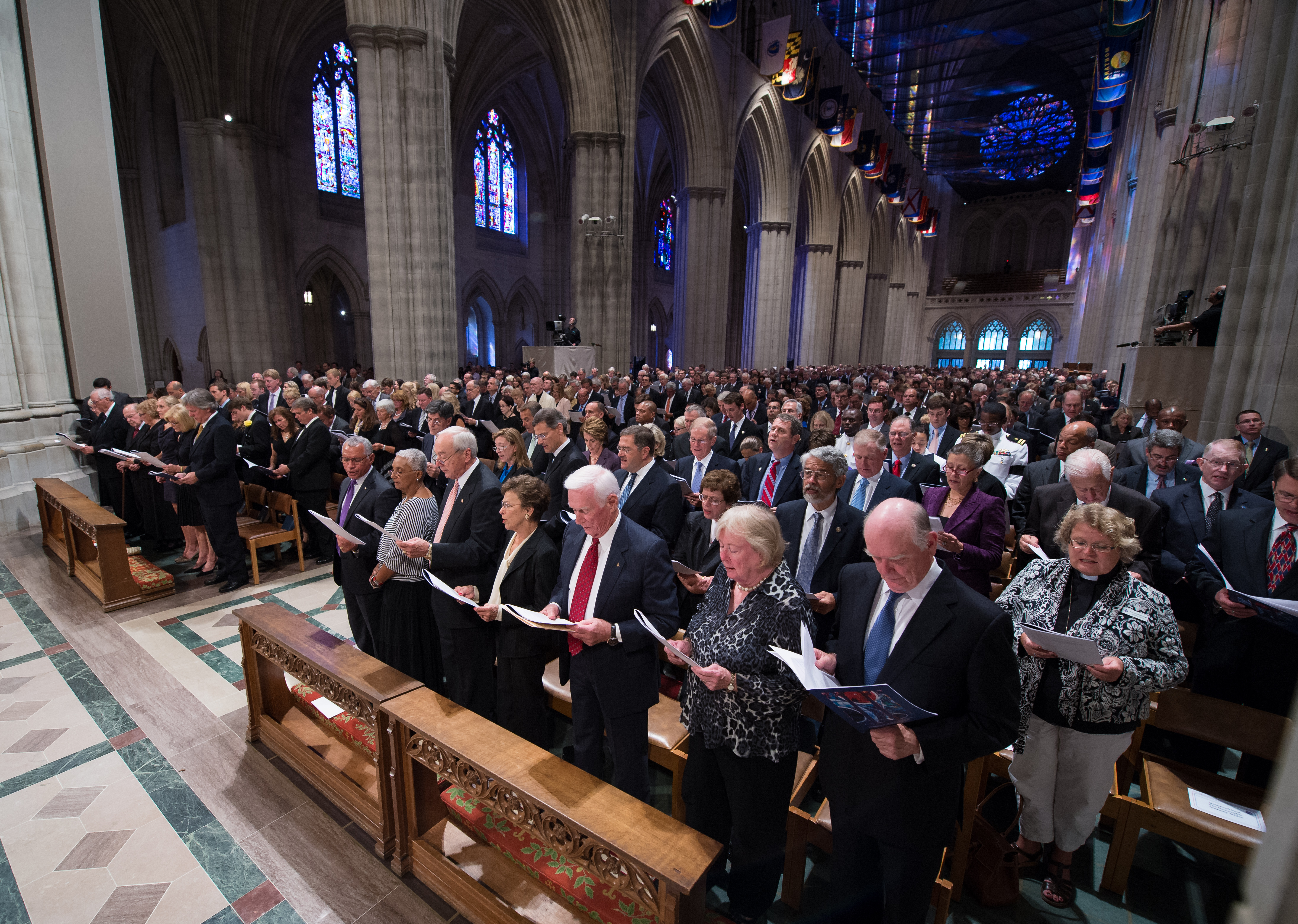
Rozloučení s Neilem Armstrongem v Národní katedrále ve Washingtonu

Roku 1994 se Armstrong po 38 letech manželství rozvedl. Téhož roku si vzal Carol Held Knightovou, kterou poznal o dva roky dříve. Žili v cincinnatském předměstí Indian Hill.
V posledních letech žil v ústraní, prakticky nedával interview médiím a veřejné dění komentoval pouze zřídka. Posledním významným vystoupením byla roku 2010 kritika zrušení programu Constellation. V květnu 2012 zveřejnila organizace australských účetních neobvykle rozsáhlý, hodinový, rozhovor s Armstrongem.
O několik měsíců později, 7. srpna, podstoupil operaci srdce, při které dostal bypass. Problémy se srdcem měl delší dobu, už v únoru 1991, rok po smrti otce a devět měsíců po úmrtí matky, dostal slabý srdeční záchvat. Po operaci se mu zprvu dařilo dobře, ale později se jeho stav zhoršil a 25. srpna 2012 v Cincinnati v Ohiu zemřel. Rozloučení s Armstrongem za účasti rodiny, přátel a kolegů proběhlo 13. září v zaplněné Národní katedrále ve Washingtonu. Druhý den, 14. září, byly Armstrongovy zpopelněné ostatky rozptýleny do Atlantského oceánu během pohřební ceremonie na palubě raketového křižníku USS Philippine Sea.

## Ocenění

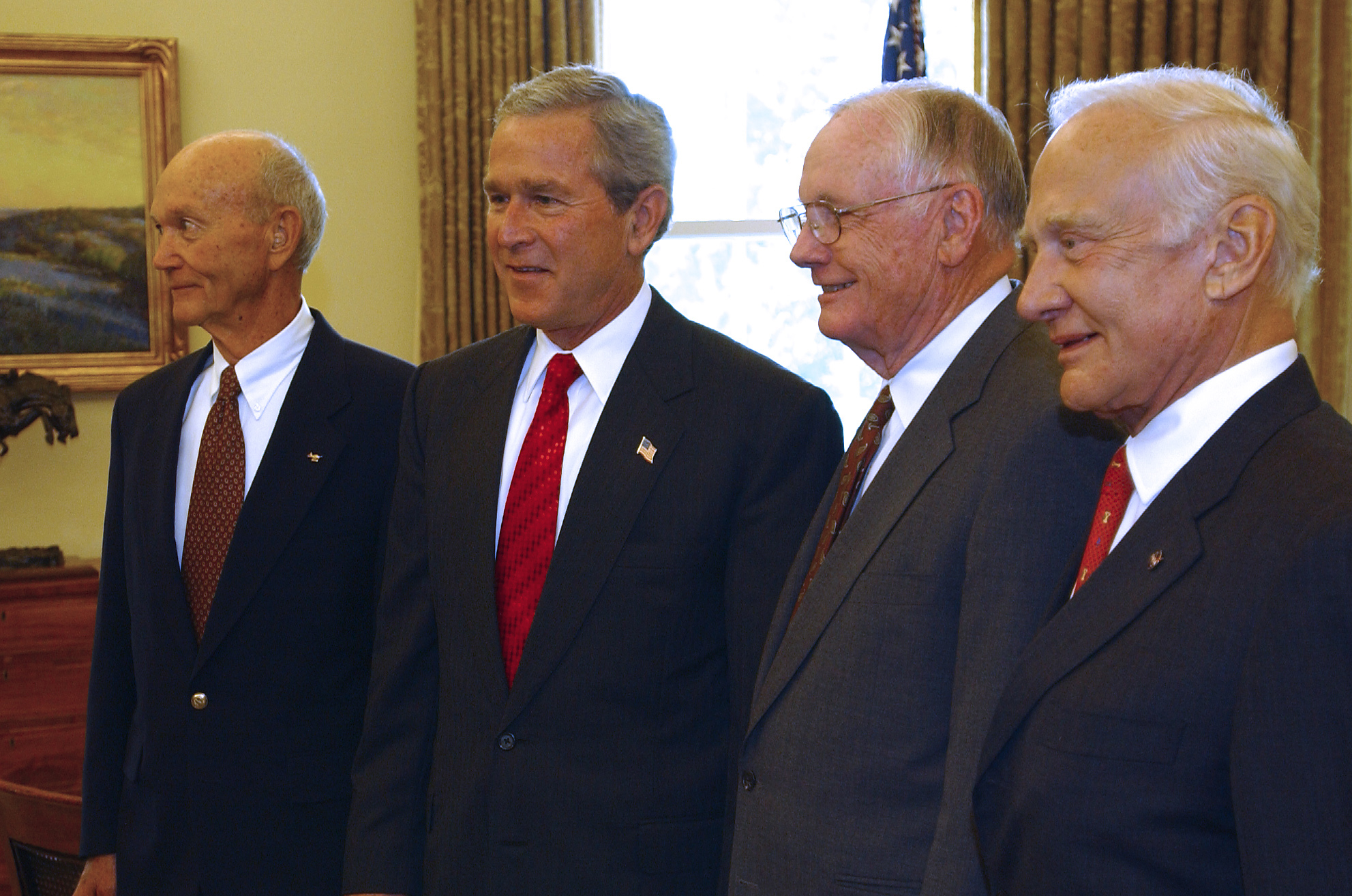
Přijetí posádky Apolla 11 v Bílém domě k 35. výročí přistání na Měsíci. Zleva Michael Collins, prezident USA George W. Bush, Neil Armstrong a Buzz Aldrin

Krátce po přistání přejmenovala Mezinárodní astronomická unie (IAU) kráter Sabine E poblíž místa přistání Apolla 11 na Armstrong podle astronautova jména (zároveň i další dva blízké krátery Sabine B na Aldrin a Sabine D na Collins podle kolegů astronautů z Apolla 11). Jeho jméno nese i asteroid hlavního pásu (6469) Armstrong objevený roku 1982 českým astronomem Antonínem Mrkosem. V jeho rodném městě po něm bylo pojmenováno muzeum letectví a vesmíru. Ve světě je po něm pojmenováno množství ulic, budov, škol a jiných míst; jen ve Spojených státech nese jeho jméno více než tucet škol. Roku 1972 přijel na pozvání místních do skotského města Langholm, tradičního centra klanu Armstrongů, a přijal jmenování občanem města.
Do roku 2005 obdržel nejméně devatenáct čestných doktorátů. Byl vyznamenán Prezidentskou medailí svobody, Kosmickou medailí cti Kongresu USA, Zlatou medailí Kongresu USA a řadou dalších cen a medailí. Má hvězdu na Hollywoodském chodníku slávy. V Ohiu byl zapsán do National Aviation Hall of Fame (Národní letecká síň slávy) a také do floridské Síně slávy astronautů Spojených států.
Purdueova univerzita se roku 2004 rozhodla pojmenovat po něm nově stavěnou budovu, Neil Armstrong Hall of Engineering, slavnostně otevřenou roku 2007 za účasti patnácti dalších astronautů – absolventů univerzity. V jeho rodném městě Wapakonetě bylo roku 1972 otevřeno Muzeum letectví a vesmíru Neila Armstronga, dokumentující ohijský a zejména Armstrongův příspěvek k letectví a kosmonautice. Také letiště v New Knoxville, kde se naučil létat, nese jeho jméno.
V září 2012 námořnictvo Spojených států oznámilo, že první loď nové stejnojmenné třídy výzkumných plavidel ponese jméno RV Neil Armstrong (AGOR-27). Výrobce ji předal námořnictvu v srpnu 2015. Určena je ke komplexnímu vědeckému výzkumu moří, včetně mapování nejhlubších částí oceánského dna.

## Zajímavosti
Roku 2010 namluvil roli Dr. Jacka Morrowa v Quantum Quest: A Cassini Space Odyssey, animovaném vzdělávacím dobrodružném sci-fi filmu finančně podporovaném Jet Propulsion Laboratory NASA.
Podle informací Českého rozhlasu měl Armstrong, sám nadšený skaut, poslat měsíční kámen na skautskou mohylu Ivančenu, která se nachází v ČR v Beskydech.
Pravděpodobně shoda jména Armstrongova bydliště Lebanonu v Ohiu s názvem arabského Libanonu (v angličtině také Lebanon) vedla ke vzniku fámy, rozšířené v Indonésii, Malajsii a Egyptě, že konvertoval k islámu. Roku 1983 fámu v oficiálním prohlášení popřelo ministerstvo zahraničí Spojených států, přesto se objevovala i nadále.